# Ommatius carbonarius
Ommatius carbonarius là một loài ruồi trong họ Asilidae. Ommatius carbonarius được Scarbrough & Marascia & Hill miêu tả năm 2003. Loài này phân bố ở vùng nhiệt đới châu Phi.